# Paphiopedilum argus
Paphiopedilum argus é uma espécie de orquídea (Orchidaceae) do Sudeste Asiático.